# Begonia tengchiana
Espèce
Begonia tengchiana est une espèce de plantes de la famille des Begoniaceae.